# 伊号第一潜水艦 (2代)
伊号第一潜水艦（2代）（いごうだいいちせんすいかん）は、日本海軍の未成潜水艦。普遍的には伊十三型潜水艦の4番艦とされているが、法令上は伊九型潜水艦の1番艦。艦名は伊号第一潜水艦 (初代)の襲用。

## 艦歴
改⑤計画の潜水艦甲、仮称艦名第5093号艦として計画。当初計画では伊号第十二潜水艦と同型となる予定だったが、建造中の1943年後期に建造隻数が削減された伊四百型潜水艦を補うため、伊号第十三潜水艦と同様に基本計画番号J35Cに従って建造されることとなった。
1943年6月24日、川崎重工業泉州工場で起工。1944年3月15日、伊号第一潜水艦と命名されて伊十型潜水艦の1番艦に定められ、本籍を横須賀鎮守府と仮定。6月10日、進水。進水後は川崎重工業本社艦船工場へ送られたが、同工場での艤装工事は未着手で、主電動機2台と軸系装置の設置が完了していただけだった。
工程40%で工事中止となり、終戦時未成。1945年9月18日、枕崎台風により神戸市敏馬沖で沈没。1947年4月、浮揚解体された。